# Mammo
Mammo (Hindi मम्मो Mammo) ist ein indischer Spielfilm von Shyam Benegal aus dem Jahr 1994.

## Handlung
Der junge Autor Riyaz lebt zusammen mit seiner Großmutter Fayyazi in Bombay, als ihm eines Tages deren Schwester Mammo, die einst für einige Monate bei ihnen lebte, in den Sinn kommt. Ein Klingeln an der Tür leitet eine Rückblende in diese Zeit seiner Jugend Anfang der 1970er Jahre ein.
Mammo kommt unangemeldet aus Lahore zu Besuch. Ihr Ehemann ist verstorben und von dessen Familie wurde die kinderlose Mammo schikaniert. Nach langem Bemühen hat sie endlich ein dreimonatiges Touristenvisum erhalten. Doch der Empfang bei ihrer Schwester ist reserviert. Insbesondere Riyaz ist verärgert, dass er sein Zimmer für die Tante hergeben muss. Der Junge ist lernbegierig, intellektuell, hört Beethoven und Vivaldi und hat ein Filmposter von The Kid in seiner Zimmerecke hängen. Zur Enttäuschung seiner Großmutter möchte er Schriftsteller werden.
Gleich am nächsten Tag muss Riyaz Mammo zur Registrierung bei der Ausländerbehörde begleiten und verpasst seine erste Unterrichtsstunde. Seinen Mitschülern präsentiert er sie als eine reiche Tante aus Dubai. Schon am selben Tag weiß Riyaz sich Mammos Anwesenheit zunutze zu machen: mit Hilfe zweier ihrer Burkas verschafft er sich mit seinem Freund Rohan Eintritt in die Erwachsenenkinovorstellung von Hitchcocks Psycho. Am Abend merkt Mammo, dass Riyaz heimlich raucht, und erfährt auch die wahre Verwendung der Burkas, die angeblich für ein Theaterstück an der Schule gebraucht wurden. Mit dem Versprechen, nichts der Großmutter zu sagen, gewinnt Mammo Riyaz‘ Vertrauen.
Die dritte Schwester Anwari kommt mit ihrem Mann Sabir nach Bombay. Beim Treffen mit ihr verursacht Mammo einen Furor, als sie sie und ihren Mann bezichtigt, das Familienanwesen in Panipat verkauft und sich den gesamten Erlös einverleibt zu haben, ohne die anderen Schwestern auszuzahlen. Von Sabir erfährt Riyaz bei diesem Treffen auch, dass sein Vater noch lebt. Riyaz ist zutiefst verärgert über seine Großmutter, die ihm in dem Glauben ließ, der Vater sei zusammen mit der Mutter bei einem Autounfall gestorben. Er wendet sich Mammo zu und entdeckt ein gemeinsames Interesse für Lyrik; sie schwärmt für Faiz Ahmed Faiz, er für Khalil Gibran. Vom Vater, dem er geschrieben hat, erhält er einen Brief, in dem dieser einen Scheck über 1000 Rupien schickt, aber ansonsten keinen Kontakt wünscht. Mammo trägt zum Unterhalt durch privaten Koranunterricht für Mädchen bei.
Bei einem Besuch im Slum, in dem die Haushaltshilfe Shantabai mit ihrem gewalttätigen Mann lebt, erzählt Mammo Riyaz von ihren Erfahrungen während der Teilung Indiens und wie sie mit ihrem Mann zu dessen Familie nach Pakistan ging. Inspiriert von diesen Lebenserfahrungen sehen sie auf Vorschlag Riyaz‘ zusammen mit dessen Großmutter den thematisch passenden neuen Kinofilm Garm Hava an. Nach Ablauf des Visums gelingt es Mammo, bei Inspektor Apte auf der Ausländerbehörde ihre Aufenthaltsgenehmigung um einen knappen Monat zu verlängern.
Heimlich bereitet Mammo eine Party für Riyaz‘ 15. Geburtstag vor und lässt über den Freund Rohan alle seine Schulkameraden einladen. Doch Riyaz ist alles andere als begeistert, hat er es doch bisher vermieden, irgendeinen anderen außer Rohan zu sich nach Hause zu lassen. Er schämt sich für seinen Mittelschichthintergrund, da die Mitschüler aus wohlhabenden Elternhäusern stammen. Nach wütender Schelte von Riyaz läuft Mammo traurig davon. Nach langer Suche finden sie sie in der Haji Ali Dargah und können sie zur Rückkehr bewegen.
Über den Agenten Raju nehmen sie Kontakt zu Inspektor Apte auf und verhandeln gegen Schmiergeldzahlung ein „Verschwinden“ der Ausländerakte über Mammo. Aber diese Maßnahme hilft nur kurze Zeit, denn nach der Versetzung Aptes wird Mammo von der Polizei zuhause abgeholt und wegen des abgelaufenen Visums des Landes verwiesen und in den Zug nach Pakistan gebracht. Riyaz erreicht den Bahnhof mit der Abfahrt des Zuges.
Zurück in die Zeit des erwachsenen Autors Riyaz, der gerade an der Schreibmaschine seine Geschichte über Mammo beendet. Sie konnten sie in den inzwischen vergangenen 20 Jahren nicht ausfindig machen. Da klingelt es an der Tür und die gealterte Mammo tritt ein. Diesmal fabrizieren sie eine Sterbeurkunde der Stadtverwaltung von Bombay über Mammos Ableben, die an das pakistanische Hochkommissariat in Delhi und die Ausländerbehörde geschickt werden soll, um eine erneute Ausweisung zu verhindern.

## Auszeichnungen
Der Film erhielt bei den National Film Awards für das Jahr 1995 Preise für den besten Hindi-Film (Shyam Benegal und NFDC) und die beste Nebendarstellerin (Surekha Sikri). Farida Jalal, die einzige muslimische Schauspielerin im Film, wurde als beste Darstellerin mit dem Kritikerpreis der Filmfare Awards 1995 ausgezeichnet.

## Sonstiges
Szenenbildner des Films war Samir Chanda, die Kostüme entwarf Pia Benegal. Den Text zum Filmsong von Vanraj Bhatia schrieb Gulzar, gesungen wurde das Lied von Jagjit Singh.
Mammo wurde auf folgenden internationalen Filmfestivals aufgeführt: dem Jerusalem Film Festival 1995, dem Birmingham Film Festival 1995, dem Cairo International Film Festival 1995, dem Canberra International Film Festival 1996 und im Indian Panorama des International Film Festival of India.